# Ma thuật hỗn mang
Ma thuật hỗn mang (chaos magic hoặc chaos magick) là một sự thực hành phép thuật đương đại và là một phong trào tôn giáo thời đại mới. Ban đầu, ma thuật hỗn mang xuất hiện ở Anh vào thập niên 1970 như một phần của tiểu văn hoá tân Pagan giáo và tiểu văn hoá phép thuật mở rộng.
Chủ yếu dựa vào những niềm tin thần bí của nghệ sĩ Austin Osman Spare, ma thuật hỗn mang được coi là một tôn giáo được phát minh, với một vài nhà bình luận chỉ ra những điểm tương đồng giữa phong trào này với Thuyết bất hoà.
Những người sáng lập ma thuật hỗn mang tin rằng các truyền thống thần bí khác đã trở nên quá sùng đạo. Họ đã cố gắng loại bỏ các khía cạnh biểu tượng, nghi thức, thần học hoặc trang hoàng khác của các truyền thống thần bí đó, để bỏ lại một tập hợp các kỹ thuật cơ bản mà họ tin là nền tảng của phép thuật.
Ma thuật hỗn mang dạy rằng bản chất của phép thuật là khi những nhận thức được điều chỉnh bởi những niềm tin, và thế giới mà chúng ta nhận thức có thể được thay đổi bằng cách thay đổi những niềm tin đó một cách kỹ lưỡng. Từ đó, các pháp sư thực hành ma thuật hỗn mang coi niềm tin như công cụ, thường tạo ra các hệ thống phép thuật mang phong cách riêng của họ và thường xuyên vay mượn từ các truyền thống phép thuật, phong trào tôn giáo, văn hóa đại chúng và nhiều nhánh triết học khác nhau.
Hugh Urban mô tả ma thuật hỗn mang là sự kết hợp của các kỹ thuật thần bí truyền thống và chủ nghĩa hậu hiện đại ứng dụng - đặc biệt là chủ nghĩa hoài nghi của chủ nghĩa hậu hiện đại liên quan đến sự tồn tại hoặc khả năng nhận biết của sự thật khách quan.

## Khái niệm và thuật ngữ
Ma thuật hỗn mang bác bỏ sự tồn tại của sự thật tuyệt đối và coi tất cả những hệ thống thần bí là những hệ thống biểu tượng tuỳ ý chỉ có hiệu quả nhờ niềm tin của người thực hành.